# Lipotriches zeae
Lipotriches zeae là một loài Hymenoptera trong họ Halictidae. Loài này được Wu mô tả khoa học năm 1985.